# Aeolesthes
Aeolesthes es un género de escarabajos longicornios.

## Especies
- Aeolesthes achilles
- Aeolesthes ampliata
- Aeolesthes aureopilosa
- Aeolesthes aurifaber
- Aeolesthes aurosignatus
- Aeolesthes basicornis
- Aeolesthes chrysophanes
- Aeolesthes chrysothrix
- Aeolesthes curticornis
- Aeolesthes externa
- Aeolesthes fulgens
- Aeolesthes holosericea
- Aeolesthes indicola
- Aeolesthes induta
- Aeolesthes inhirsutus
- Aeolesthes langsonius
- Aeolesthes laosensis
- Aeolesthes malayanus
- Aeolesthes mariae
- Aeolesthes multistriatus
- Aeolesthes mutabiliaurea
- Aeolesthes ningshanensis
- Aeolesthes pericalles
- Aeolesthes perplexa
- Aeolesthes psednothrix
- Aeolesthes rufimembris
- Aeolesthes sarta
- Aeolesthes sinensis
- Aeolesthes sticheri
- Aeolesthes textor
- Aeolesthes uniformis